# Kelvin
Ez a szócikk a mértékegységről szól. A keresztnév a Kelvin (keresztnév) szócikkben található.

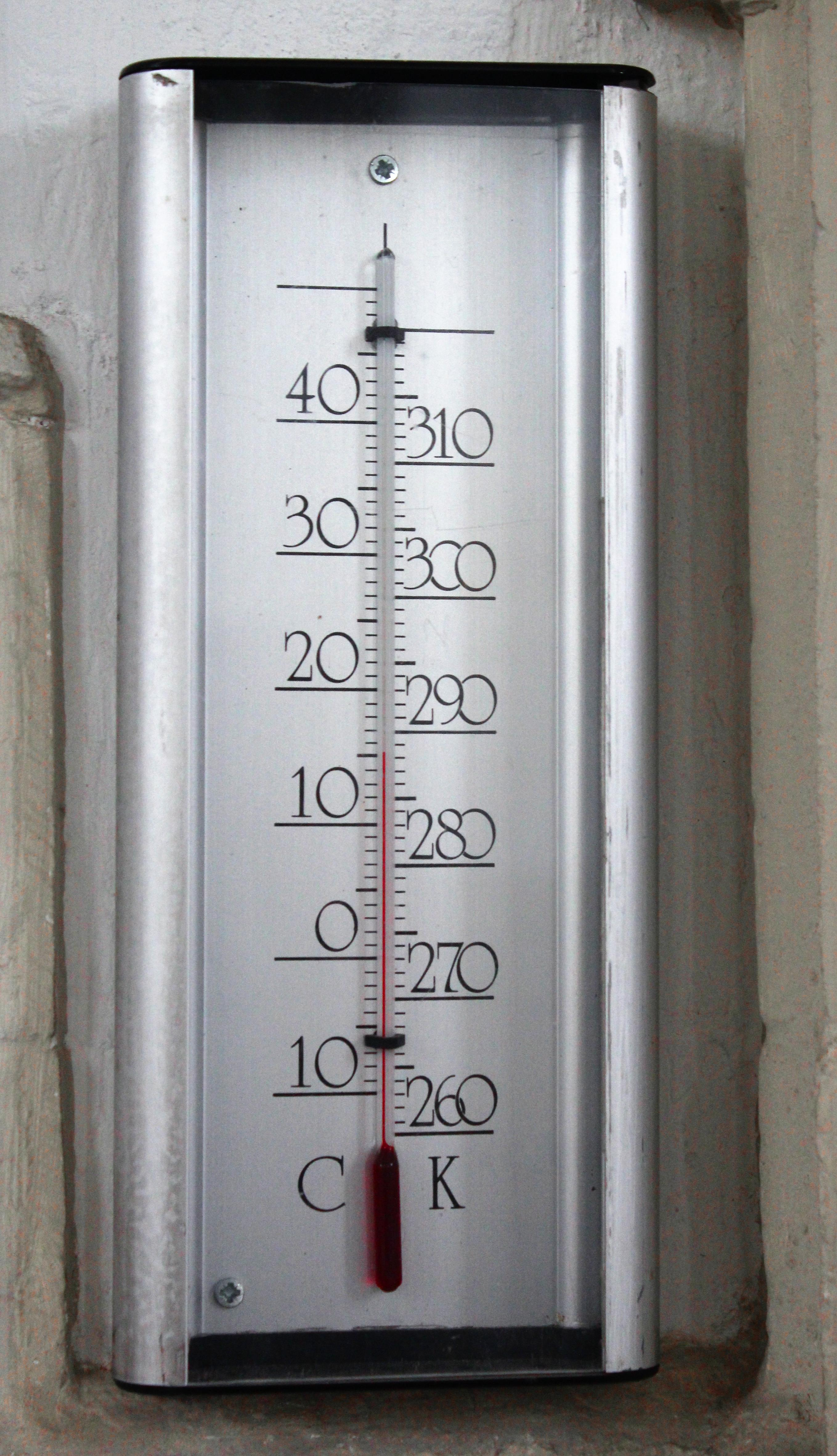
Kelvin- és Celsius-skála megállapítására alkalmas analóg hőmérő

A kelvin (jele: K) a hőmérséklet SI-egysége, a hét SI-alapegység egyike. Két faktor határozza meg: a nulla kelvin az abszolút nulla fok (amikor a molekulák már nem végeznek hőmozgást), és az egy kelvin különbség a víz hármasponti hőmérsékletének 1/273,16-od része. A Celsius hőmérsékleti skála jelenleg a Kelvin-skála által definiált, csak a 0 °C a 273,15 kelvinhez tartozik, mely nagyjából a víz olvadáspontja normálállapotban. A kelvin új definíciója számára meghatározták a Boltzmann-állandó lehető legpontosabb értékét.
A kelvint a brit fizikus, Lord Kelvin tiszteletére nevezték el, aki bárói nevét a Glasgow-i Egyetem területén keresztülfolyó Kelvin folyóról kapta.
A 26. Általános Súly- és Mértékügyi Konferencia 2018 novemberében megváltoztatta a definícióját. A változtatás 2019 május 20-án lépett életbe. Ehhez rögzíteni kellett általános fizikai konstansként a Boltzmann-állandó értékét.

## Tipográfiai és helyesírással kapcsolatos megegyezések
A kelvin szót SI-egységként nagy K betűvel jelöljük, és nem tesszük elé a fok szót. Amikor a kelvint bevezették 1954-ben (10. Conférence Générale des Poids et Mesures (CGPM), Resolution 3, CR 79), akkor a „Kelvin-fokot” fogadták el, és °K alakban írták; a „fokot” 1967-ben hagyták el (13th CGPM, Resolution 3, CR 104).
A kelvin egység jele mindig nagybetű és sohasem dőlt. Mint minden SI-egység esetén, a számérték és az egység között egy szóköz található.
A Unicode-ban megtalálható a „Kelvin-jel”:  U+212A (8490) (böngészőben így látszik: K), mégis jobb a U+004B (75) (K) közvetlen használata.

## Konverziós faktorok
| Átváltás miről | Mire           | Képlet                  |
| --- | -------------- | ----------------------- |
| kelvin | Celsius-fok    | °C = K – 273,15         |
| Celsius-fok | kelvin         | K = °C + 273,15         |
| kelvin | Fahrenheit-fok | °F = K · 1,8 − 459,67   |
| Fahrenheit | kelvin         | K = (°F + 459,67) / 1,8 |
| Megjegyezzük, hogy hőmérsékletkülönbség esetén, 1 K = 1 °C és 1 K = 1,8 °F Egységátalakító program Archiválva 2005. január 29-i dátummal a Wayback Machine-ben |                |                         |

### Celsius-fok és kelvin
A Celsius hőmérsékleti skálát most a kelvin segítségével definiáljuk, ahol 0 °C megfelel 273,15 kelvinnek.
{\displaystyle {\frac {t}{\mbox{°C}}}={\frac {T}{\mbox{K}}}-273,15}, illetve gyakrabban használt jelöléssel: {\displaystyle t/{\mbox{°C}}=T/{\mbox{K}}-273,15}
A Celsius-fokban és a kelvinben mért hőmérséklet-különbség megegyezik.

### Kelvin és elektronvolt
Bizonyos területeken, mint a plazmafizikában az elektronvolt (eV) hőmérsékleti egységként is használatban van. A konverzió a kB Boltzmann-állandó segítségével történik:
{\displaystyle {{Ue} \over k_{B}}={1{\mbox{ eV}} \over k_{B}}={1,6022\times 10^{-19}{\mbox{J}} \over 1,380650\times 10^{-23}{\mbox{J/K}}}=11605{\mbox{ K}}},
ahol e az elemi töltés és U a feszültség (jelenleg 1 V); a számlálóban a szorzat mértékegysége tehát volt × coulomb, V × C. A darab mértékegységet az SI nem jelöli. e az egy darab elektron töltése, kB az egy darab elemi egység energiája, egységnyi hőmérsékletváltozásra.